# Bündelungsmaß
Das Bündelungsmaß (engl. Directivity Index DI) macht bei Mikrofonen eine Aussage über die Störschallunterdrückung in dB, z. B. bei Richtmikrofonen über die Störschallunterdrückung im Direktfeld (Freifeld). Dabei wird der von einem Richtmikrofon aufgenommene Schall verglichen mit dem Schall, den ein ideales Mikrofon mit Kugelcharakteristik bei gleichem Übertragungsfaktor aufnehmen würde.
Berechnung:
{\displaystyle {\begin{aligned}{\text{DI}}&=20\cdot \log {\sqrt {\gamma }}\\&=10\cdot \log \,{\gamma }\end{aligned}}}
mit
- dem Bündelungsfaktor {\displaystyle {\sqrt {\gamma }}}
- dem Bündelungsgrad {\displaystyle \gamma }, der die Bündelungsfähigkeit des Schalls bei Lautsprechern, Mikrofonen und einzelnen Schallquellen im diffusen Schallfeld angibt.

## Einige Werte
| Mikrofon-Bündelungsfähigkeit |                  |               |
| Mikrofoncharakteristik       | Bündelungsgrad γ | Bündelungsmaß |
| Kugel (Referenz)             | 1,000            | 0 dB          |
| Breite Niere (-9,5)          | 2,077            | 3,17 dB       |
| Niere                        | 3,000            | 4,77 dB       |
| Acht                         | 3,000            | 4,77 dB       |
| Superniere                   | 3,732            | 5,72 dB       |
| Hyperniere                   | 4,000            | 6,02 dB       |